# Murray Schisgal
Murray Schisgal est un dramaturge, scénariste, producteur de cinéma et acteur américain né le 25 novembre 1926 à New York (État de New York) et mort le 1er octobre 2020 à Port Chester (État de New York). 

## Biographie
Les pièces de Murray Schisgal sont connues en France lorsque Laurent Terzieff les découvrent et, à partir de 1963, les révèlent au public en adaptant nombre d'entre elles. Les Dactylos et Le Tigre sont ainsi montées par Terzieff et Maurice Garrel au Théâtre de Lutèce sur des décors de Max Douy et des costumes de Maurice Breslave avec comme acteurs Terzieff et Pascale de Boysson.

## Théâtre
- 1960 : Les Dactylos
- 1960 : Le Tigre
- 1963 : Love
- 1970 : Les Chinois
- 2002 : Le Regard

Toutes ses pièces sont publiées à L'Avant-Scène Théâtre.

## Filmographie

### comme scénariste
- 2001 : Club Land (TV)
- 1965 : Daktilografi (TV)
- 1969 : Sunday Father
- 1982 : Tootsie

### comme producteur
- 1999 : Le Choix d'une vie (A Walk on the Moon)
- 1999 : The Devil's Arithmetic (TV)
- 2000 : Boys and Girls

### comme acteur
- 1982 : Tootsie : Party Guest